# بازگنجشک سینه‌شرابی
بازگنجشک سینه‌شرابی (نام علمی: Accipiter rhodogaster) گونه‌ای از پرندگان شکاری از خانواده بازان است. این گونه بومزاد جزیره سولاوسی در اندونزی است. زیستگاه‌های طبیعی آن جنگل‌های دشت مرطوب نیمه‌گرمسیری یا گرمسیری، جنگل‌های حرای نیمه‌گرمسیری یا گرمسیری و جنگل‌های کوهستانی مرطوب نیمه‌گرمسیری یا گرمسیری است.